# 馬來奕縣
馬來奕縣是汶萊的四个縣之一，北臨南中國海，西、南各與馬來西亞砂拉越州美里省及林夢省接壤，縣城為馬來奕。該縣地理面積達2727平方公里，全縣人口（2006年）約為7萬人，是汶萊最西面的一個縣，也是汶萊面積最大的行政區。
該縣下分8個鄉（巫金）：马来奕乡，赛瑞亚乡，拉比乡，梁乡，武吉萨瓦特乡，吉隆坡巴莱乡，都东乡，美里拉斯乡。
文萊最長的河流白拉奕河和該國主要的石油生產基地詩里亞也位於本縣。